# Wapen van Gasselte

Wapen van Gasselte

Wapen van Gasselte (1932 - 1965)

Het wapen van Gasselte bestaat uit een gedeeld schild met daarop een symbolische weergave van de drie voornaamste historische bestaansbronnen in de voormalige gemeente Gasselte, het ontwerp is van Gerlof Bontekoe. De beschrijving luidt:
"Golvend doorsneden : I in goud een zeilende XVIIe eeuwse driemaster van sabel, met zeilen van keel, de Nederlandse vlag voerend aan boegspriet en achtersteven; II In sinopel een aanziende ramskop en drie turven, twee ter weerszijden van de ramskop en een daaronder, alles van zilver. Het schild gedekt met een gouden kroon van drie bladeren en twee paarlen."

## Geschiedenis
Het schip is een symbool aan de scheepvaart op de Hunze sinds de 17e eeuw die nog tot 1913 van belang was voor de gemeente toen er nog vijfendertig kapitale schepen in de Gasselternijveen lagen. De ramskop is een herinnering aan de schapenhouderij dat vroeger in het westelijke deel van de gemeente voornaamste bestaansbron was. De turven zijn een herinnering aan het turfsteken dat in het oostelijke deel van de gemeente voorkwam. 
Tijdens de wapenaanvraag in 1929 was het de wens van de gemeente een schuin doorsneden wapen te voeren waarin de zilveren rechterhelft een bruine driemaster varend zes golvende blauw witte banen, de linkerhelft in rood, waarop drie zilveren ramskoppen waarvan rechts vier-, links drie zilveren turven geplaatst waren. Op het schild zou een kroon met drie bladeren en twee parels komen, als schildhouders twee wildemannen. De Hoge Raad van Adel had bezwaren tegen het schip, omdat Gasselte zo diep in het land is gelegen, het aantal turven en de schildhouders. Het schuin doorsneden schild zou horizontaal doorsneden moeten. De gemeente hield vast aan het schip vanwege het belang van de Gasselter scheepvaart voor de gemeente. De Hoge Raad ging uiteindelijk akkoord met het schip, maar wilde wel een golvende doorsnijding van het schild. Op 9 januari 1932 werd het wapen verleend aan de gemeente met de volgende beschrijving:
"Golvend doorsneden : I in zilver een zeilende 17e-eeuwse driemaster van natuurlijke kleur op de doorsnijdingslijn; II in sinopel een aanzinde ramskop en 3 turven, 2 aan weerszijden van den ramskop en daaronder, alles van zilver. Het schild gedekt met een gouden kroon van 3 bladeren en 2 paarlen."
Het was de wens van de gemeente op enkele wijzigingen aan te bregen, de kleur van het bovenste deel zou goudkleurig moeten zijn als referentie aan de zandgrond in de gemeente. Ook was het de wens om de kleur van het schip vast te laten leggen. De natuurlijke (bruine) kleur werd zwart, met rode zeilen en Nederlandse vlaggen in alle masten. Met het aantal vlaggen ging de Hoge Raad van Adel niet akkoord, omdat slechts bij admiraalsschepen vlaggen in alle masten hingen. De Raad betwijfelde of er ooit een admiraalsschip in Gasselte geweest zou zijn, waardoor zij adviseerden de vlaggen alleen achter- en voorsteven van het schip te plaatsen, waarmee de gemeente akkoord ging. Op 28 december 1965 werd het aangepaste wapen verleend aan de gemeente.
In 1998 werd de gemeente opgeheven en samengevoegd in de nieuwe gemeente Aa en Hunze. Er werden geen elementen van Gasselte overgenomen in het wapen van Aa en Hunze.

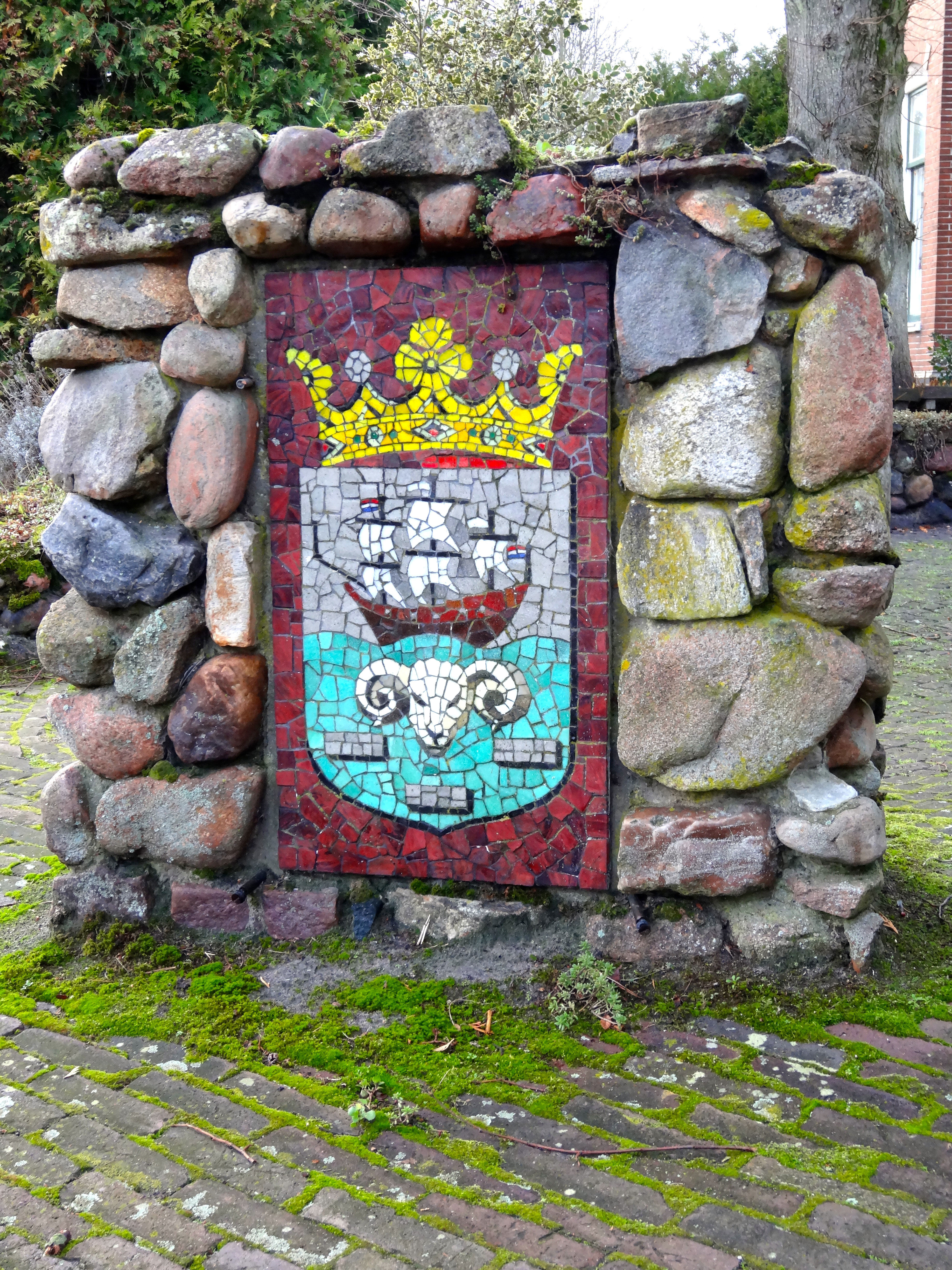
Wapenmozaïek van de voormalige gemeente Gasselte bij het voormalige gemeentehuis in Gasselternijveen